# Antonio Fillol Granell

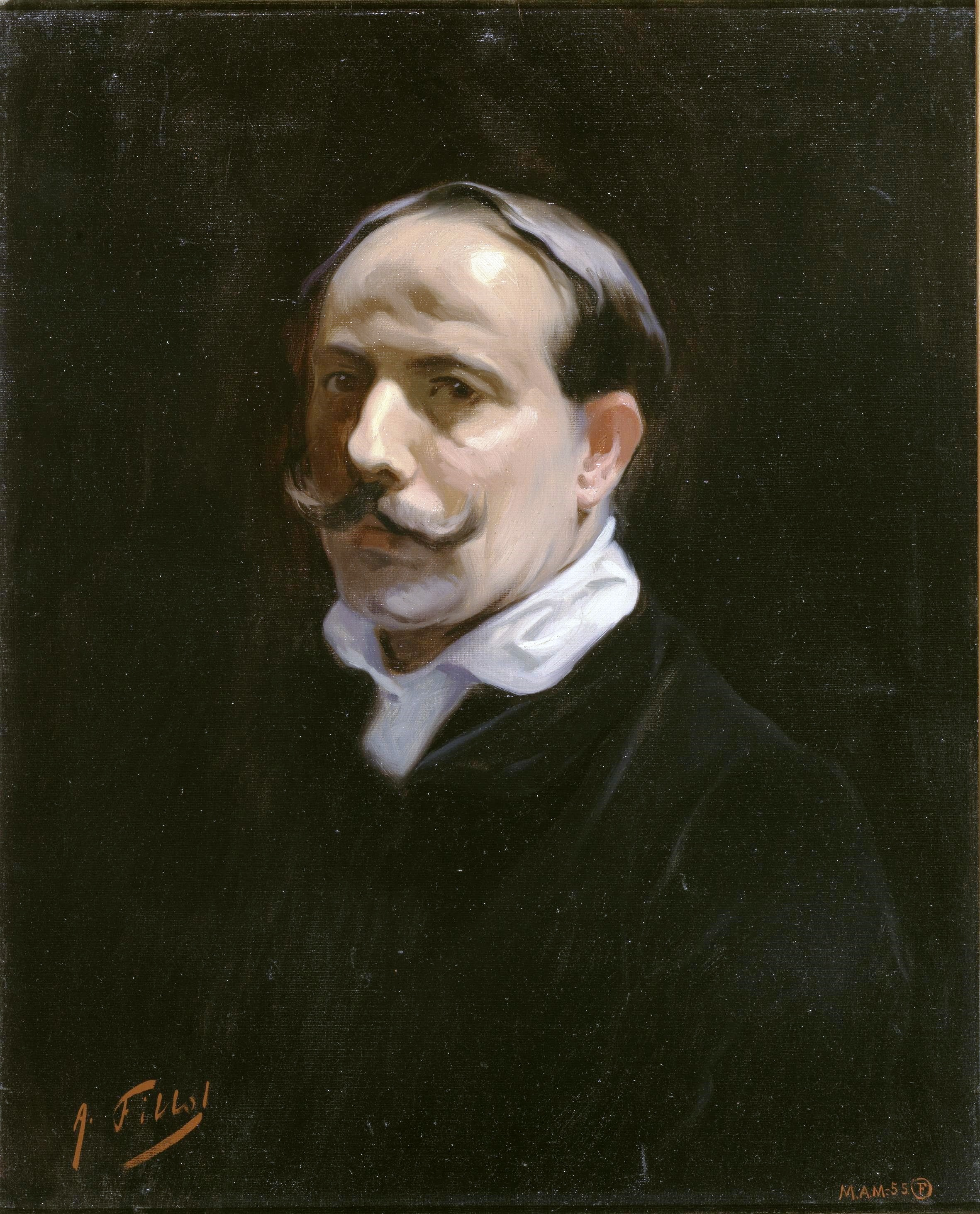
Autorretrato (c. 1915)

Antonio Fillol Granell (3 de janeiro de 1870 - 15 de agosto de 1930) foi um pintor espanhol do estilo realista social e ficou conhecido por suas representações das pessoas e costumes de Valência.

## Biografia

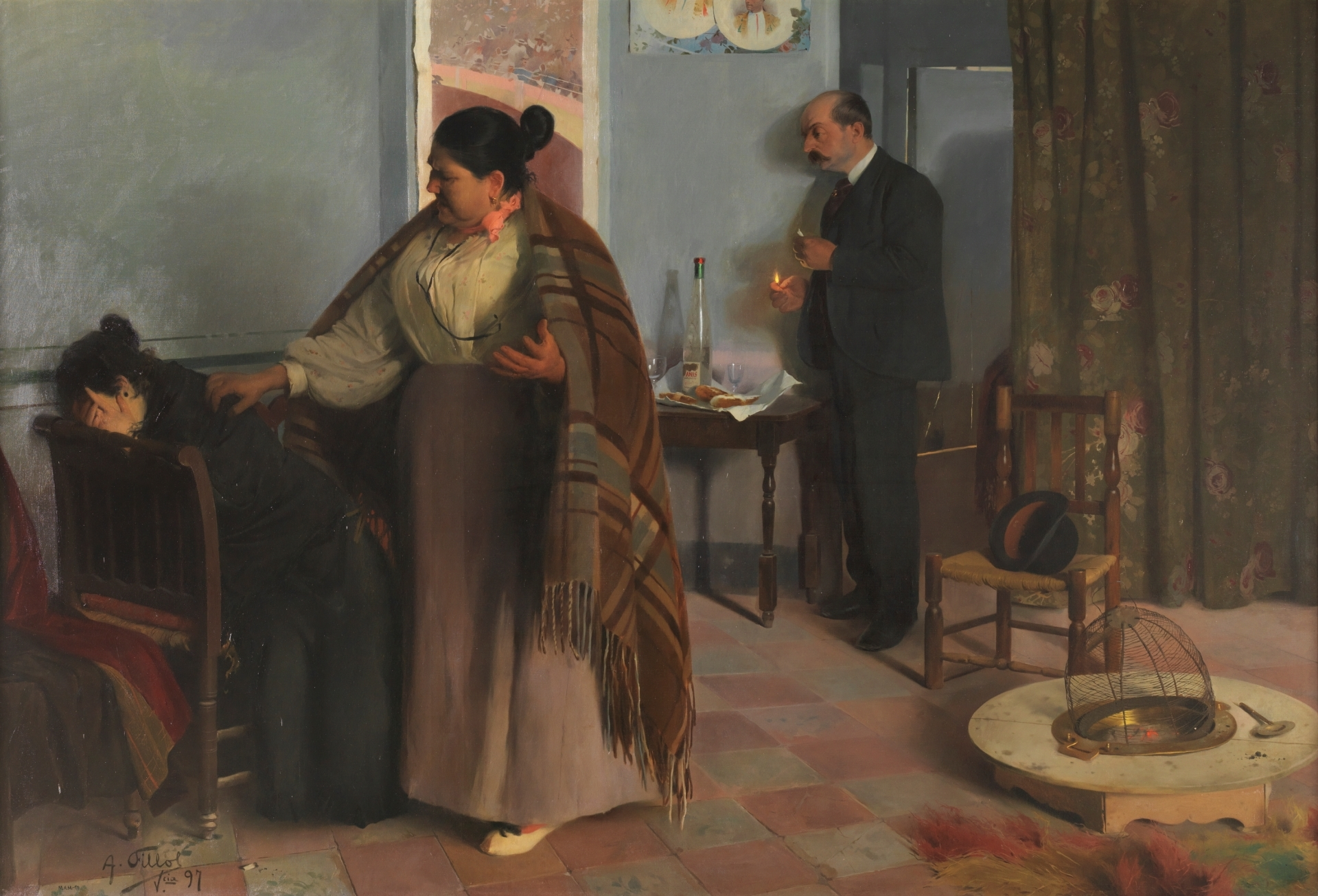
A Besta Humana

Fillol nasceu em Valência, na Espanha. Seu pai era dono de uma pequena sapataria, onde trabalhou quando menino, aproveitando o tempo livre para perseguir seus interesses artísticos. Eventualmente, sua família concordou relutantemente em permitir que ele se matriculasse na Escola de Belas Artes de San Carlos, onde estudou com Ignacio Camarlench e Vicente March, entre outros.
Ele teve sua primeira exibição na Exposição Universal de Barcelona de 1888 e ganhou um prêmio de 500 Pesetas, que parece ter mudado a opinião de sua família quanto a carreira escolhida por ele (pintor).
Em 1895, sua pintura "A Glória do Povo" ganhou uma Medalha de Ouro na Exposição Nacional de Belas Artes da Espanha. Na exposição de 1897, ele apresentou "A Besta Humana", uma cena que retrata a prostituição. Foi severamente criticado e ela foi considerado "imoral", embora muitas figuras culturais de relevância, como Benito Pérez Galdós e Vicente Blasco Ibáñez, tenham defendido Antonio e sua obra. Uma controvérsia semelhante seguiu sua apresentação de "O Sátiro" em 1906.
Em 1903, uma bolsa do Conselho Provincial permitiu-lhe estudar na França e na Itália. Mais tarde, atuou como professor em San Carlos, onde promoveu inúmeras reformas educacionais, e como presidente do Círculo de Belas Artes de Valencia, um grupo que incluía Joaquin Sorolla e Julio Peris Brell. Nessa posição, prestou assistência a artistas locais e ajudou a estabelecer a "Exposição Regional de Belas Artes" em 1908. Também foi crítico de arte do jornal de Blasco Ibáñez, El Radical Diario Republicano. Ele morreu em Castellnovo, aos 60 anos.

## Pinturas selecionadas

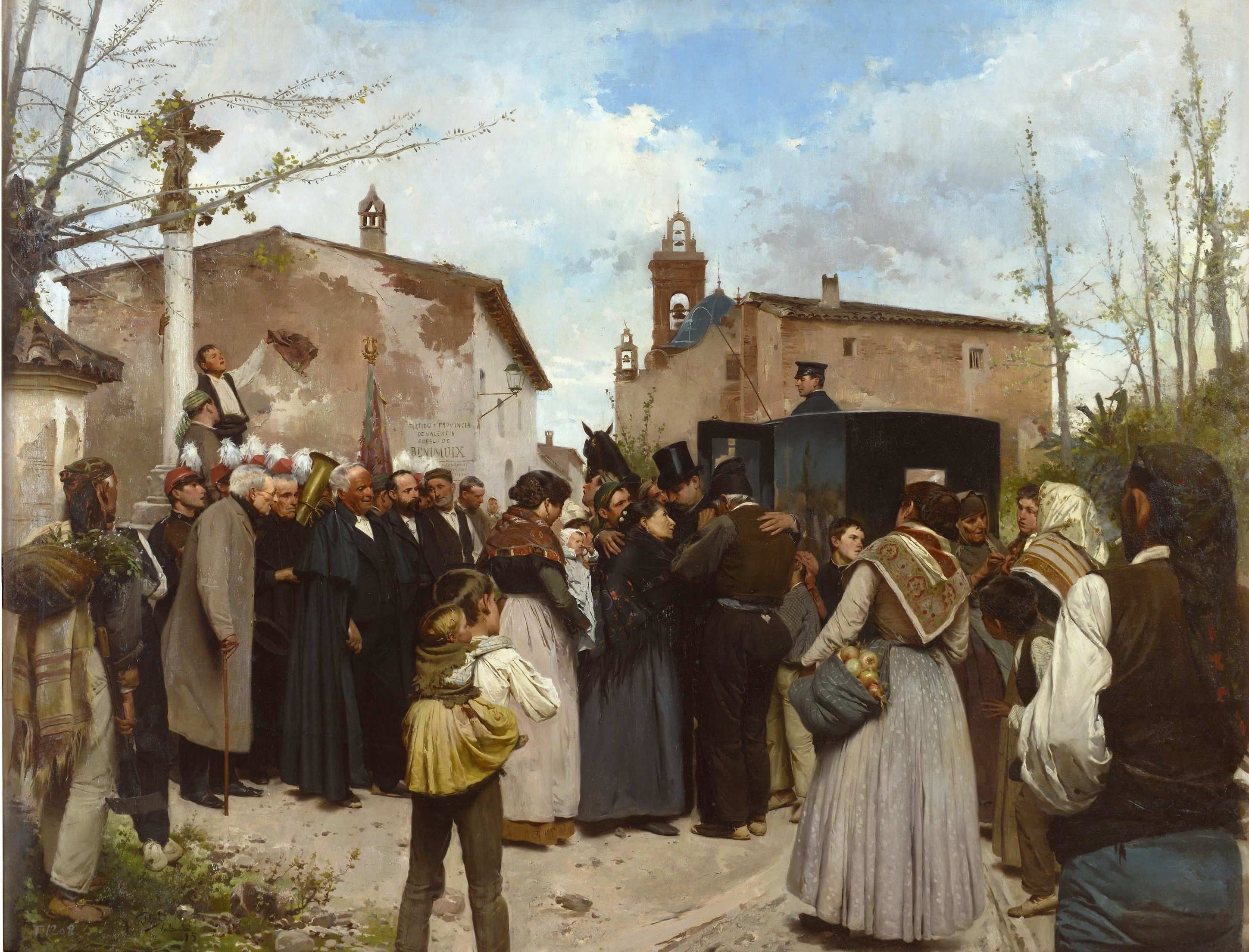
A Glória do Povo
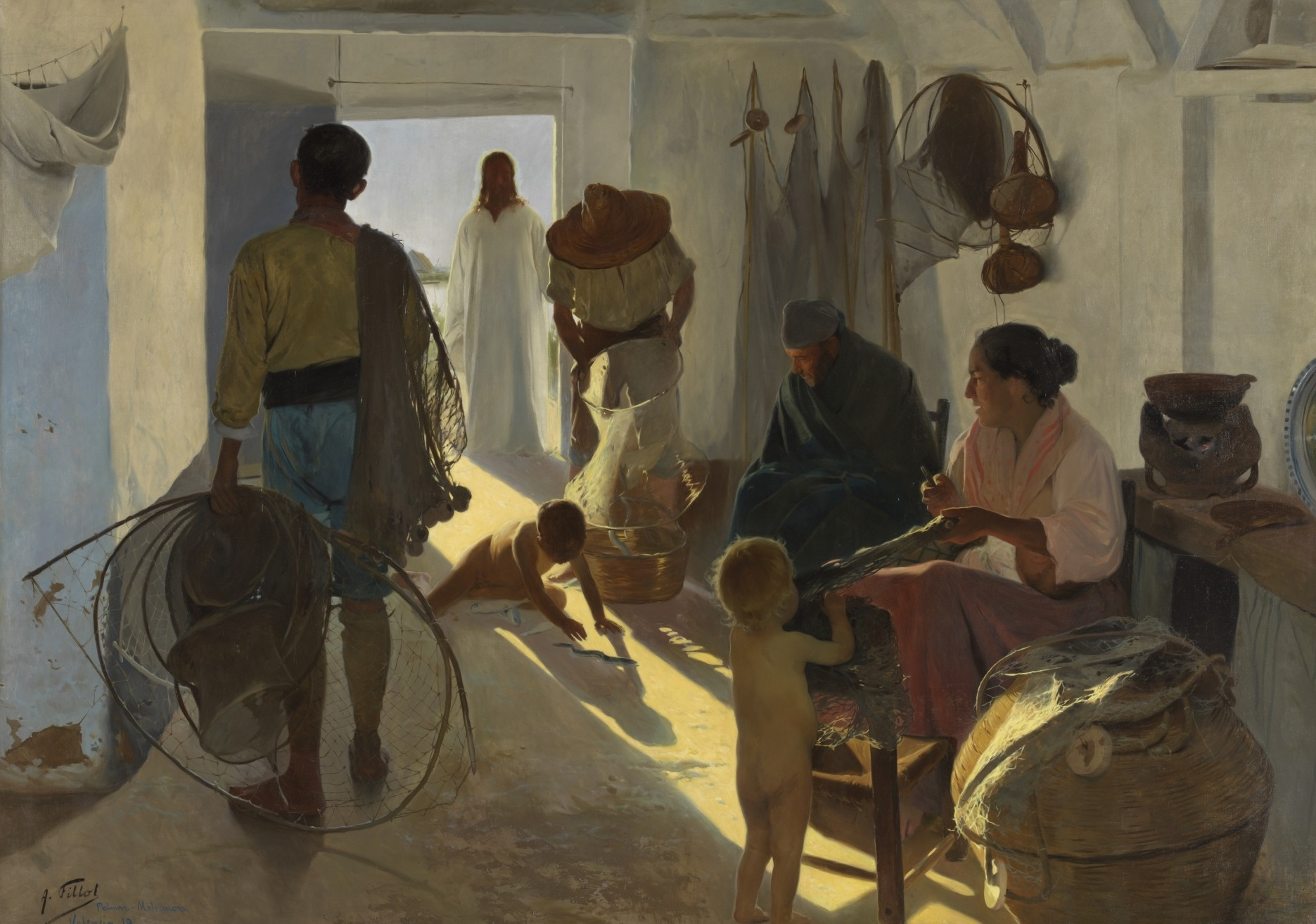
Os Amigos de Jesus
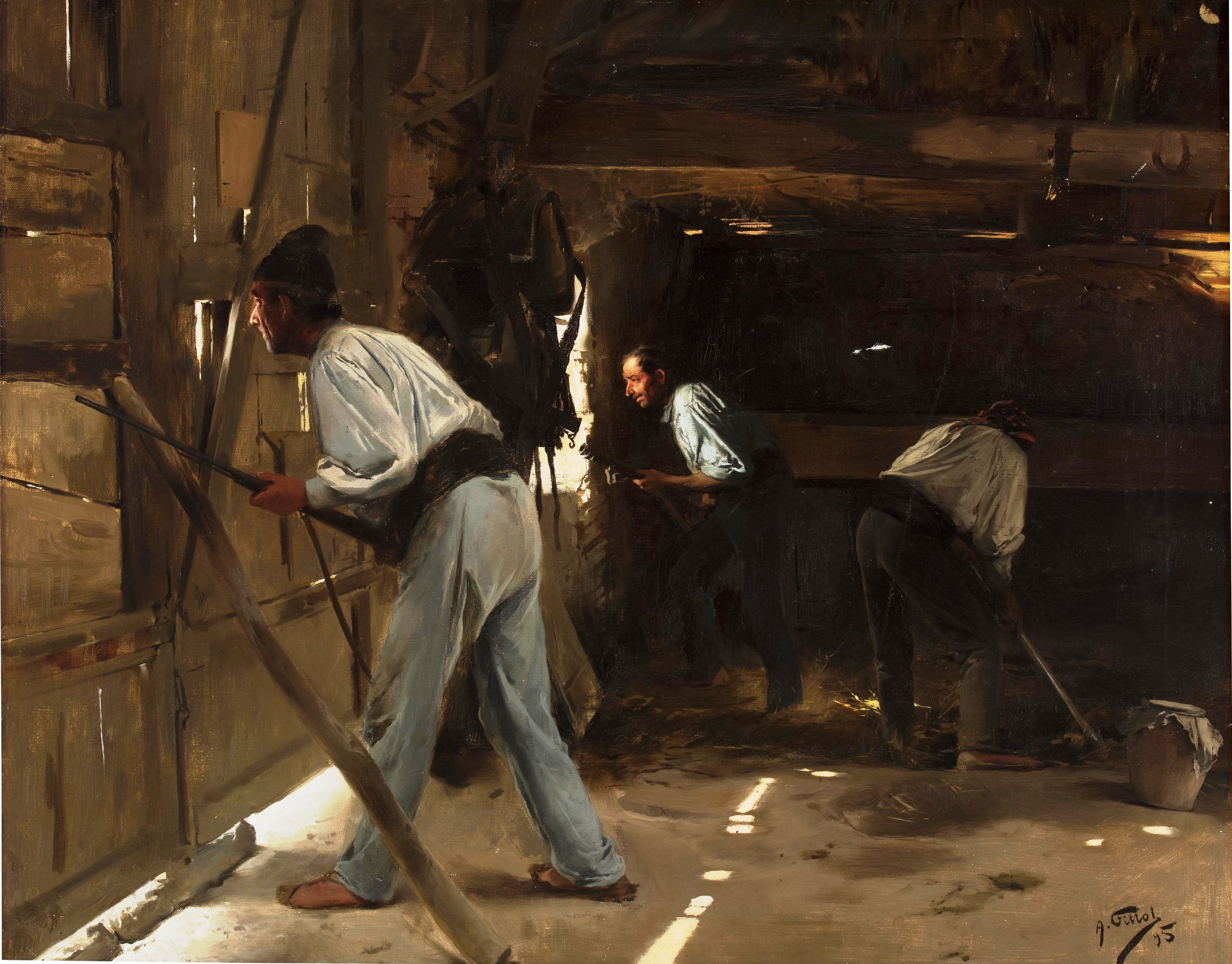
A Defesa da Cabana
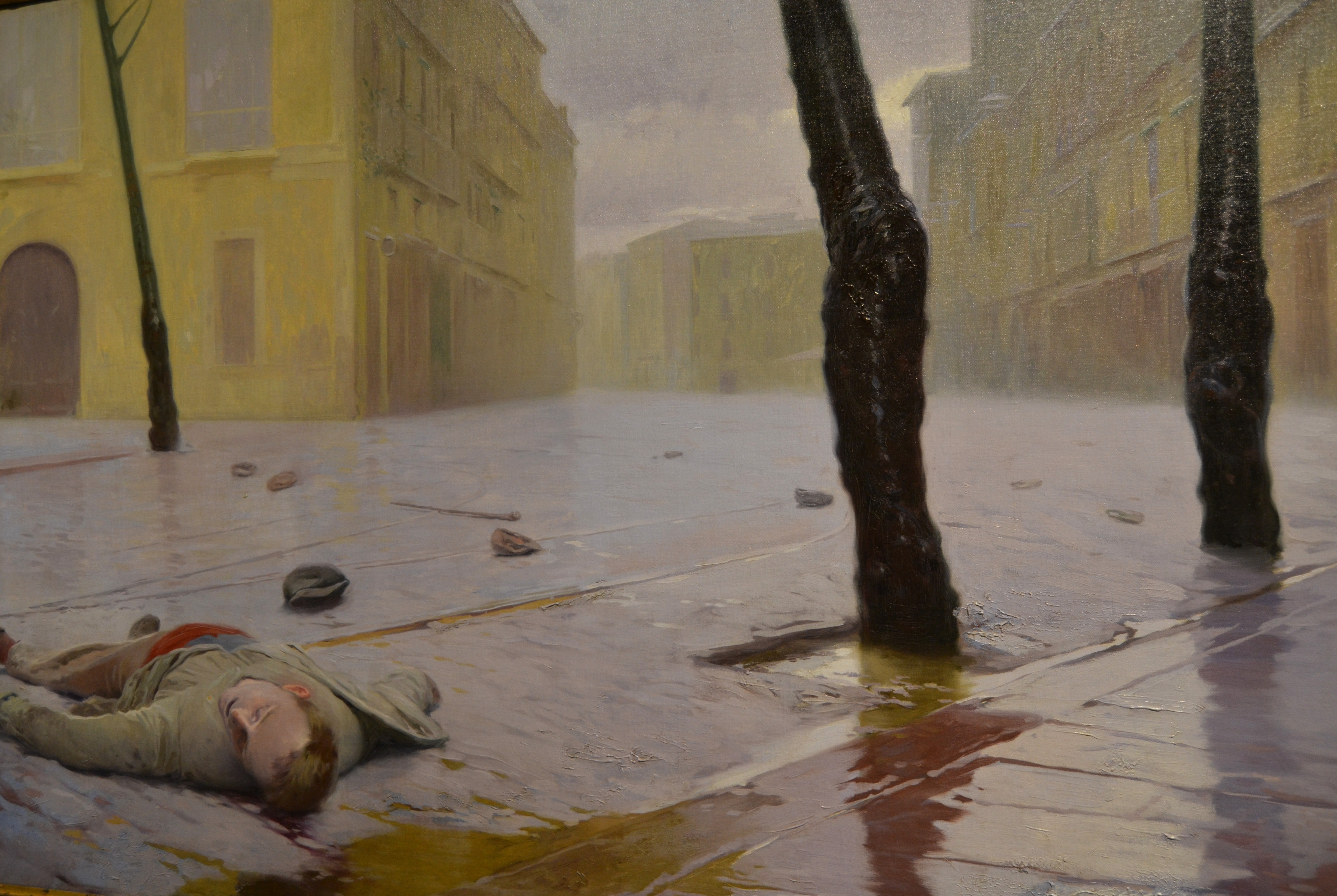
Depois da Batalha